# Corynosoma similis
Corynosoma similis är en hakmaskart som beskrevs av Neiland 1962. Corynosoma similis ingår i släktet Corynosoma och familjen Polymorphidae. Inga underarter finns listade i Catalogue of Life.